# Le Café du Cadran
Pour l’article homonyme, voir Café du Cadran.
Pour plus de détails, voir Fiche technique et Distribution.
Le Café du Cadran est un film français réalisé par Jean Gehret et Henri Decoin, sorti en 1947.

## Synopsis
Un jeune couple auvergnat, Julien (Bernard Blier) et Louise Couturier (Blanchette Brunoy), vient d'acheter le café du Cadran au cœur de Paris. Dans un premier temps, Louise regrette sa province, mais son mari l'encourage à adopter la vie «parisienne» en étant plus coquette. Elle finit par y prendre goût et s'habitue à son nouveau style de vie.  Elle se laisse séduire par un violoniste de renom, Monsieur Luigi, qui joue en face, au café de Paris, et qui fait tout pour la charmer. Louise ignore les avertissements de Grégorio, un riche tailleur de diamants qui se soûle tous les jours au Cadran. 
Cependant, il sait en même temps observer les manœuvres du «râcleux», terme méprisant avec lequel il qualifie l'artiste du violon. Louise s'achète des toilettes coûteuses que son mari ne peut lui offrir qu'en fricotant avec Bianchi, un bookmaker et escroc notoire. Louise accepte les avances de Luigi et ment à son mari en prétextant un dîner avec une vieille tante de banlieue. Quand elle rentre, Julien, qui a fini par apprendre le manège, la tue d'un coup de revolver. 
Le film se termine avec un autre jeune ménage qui reprend le café, reproduisant la scène initiale du film.

## Fiche technique
- Titre : Le Café du Cadran
- Réalisation : Jean Gehret (et Henri Decoin[a]), assistés de Hervé Bromberger et Jean-Louis Levi-Alvarès
- Supervision de la réalisation : Henri Decoin
- Scénario : Pierre Bénard, Henri Decoin
- Photographie : Jacques Lemare
- Son : Jean Bertrand
- Musique : Henri Dutilleux
- Décors : Émile Alex[2]
- Montage : Charles Bretoneiche
- Société de production : Safia
- Pays :  France
- Format : Noir et blanc - 35 mm - 1,37:1
- Genre : Drame
- Durée : 80 minutes
- Date de sortie :
  - France -  27 juin 1947

## Distribution
- Bernard Blier : Julien Couturier
- Blanchette Brunoy : Louise Couturier
- Aimé Clariond : Luigi
- Félix Oudart : Grégorio
- Charles Vissières : Victor[3]
- Nane Germon : Jeanne
- Robert Le Fort : Jules
- Olivier Darrieux : Achille
- Jane Morlet : la concierge
- Pierre Sergeol : Bianchi
- Robert Seller : Biscarra , un journaliste
- Edy Debray : l'encaisseur
- Jacques Denoël : l'amoureux
- Roger Vincent : un spectateur
- France Descaut : la nouvelle patronne
- Jean Deninx : Dumur
- Georges Bréhat : Aubert
- Colette Vepierre : la bonne
- Marcel Lestan : le nouveau patron
- Sternay : le mendiant

## À noter
- Selon Bernard Blier, le véritable réalisateur du film est Henri Decoin : « C'est un film qui a été fait par un gars qui ne l'a pas signé. Il a été signé par un gars qui s'appelait Jean Gehret, qui était un ancien directeur de production de Jean Renoir. C'était un Suisse très gentil, très marrant, mais qui ne pouvait pas être metteur en scène. Alors il a signé le film que Decoin a fait. Parce que c'était l'époque où Decoin et Clouzot étaient interdits pour faits de collaboration comme on dit. Ils n'ont pourtant jamais été collabos ni l'un ni l'autre[1]. »
- Certains journalistes de l’époque sont également caricaturés dans ce film[4].